# 3718-as busz
A 3718-as jelzésű autóbuszvonal Miskolc, Homrogd, Perecse és Pamlény között húzódó regionális vonal, amelyet a Volánbusz Zrt. üzemeltet.

## Útvonala
A miskolci autóbusz-állomásról indul. A 3-as főúton indul el Szikszó irányába a Zsolcai kapun keresztül. A Gömöri felüljárón, a miskolci Volán- és MVK-telep szomszédságában közlekedik, eközben a Sajó folyót keresztezi, illetve több bevásárlóközpont mellett vezet útja. Az M30-as autópálya alatt átmegy, majd elhagyja a megyeszékhelyet.
Északkeleti irányban elhalad a felsőzsolcai ipari park közelében, illetve hosszú egyenesen át ér első településére, Szikszóra. A Hell üzemei mentén a városi gimnáziumnál a központba hajt, a legnagyobb forgalmat lebonyolító Táncsics utcai megállóban ágazik el a határban futó autópálya felé, az alatt hagyják el az egykoron nagyközséget. A Cserehát nagyrészén elsőnek Alsóvadászon hajt át, majd 3 kilométeren belül szintén a Vadász-patak kanyarulatain fekvő Homrogdon, egészen eddig a kis jelentőséggel bíró, de a megyeszékhely és a község közötti fő, 3710-es buszokkal jár egy útvonalon. A tomori elágazásban kettő irányban folytatódik útja, iskolai napokon a településen végállomásozik (régebben Kupa és Felsővadász településekre is kitért). Keleti irányban folytatja kalandját Monaj településre a 2622-es mellékúton. Jellemzően hosszabb lakatlan területeken menetelve Selyebet keresztezi, majd több vízfolyam között Abaújszolnokot éri el. Előtte Nyésta település fekszik, egyedüli vonalként a zsákfalut több alkalommal is útvonalára fűzi. 
Homrogd felől, a 3717-es és ezen buszok is rendkívül nagy szerepet látnak el a falvak nagyrészében, a nap során a tömegközlekedést kizárólag ezek látják el, a tomori elágazástól a 3717-es járatok néhányja egészen eddig kitérést tesz. Pár percen belül eltávolodik a 3712-es, csereháti körjárattól, Magyarország legkisebb falva, Szanticska előtt (a faluba vezető úton nem közlekedik autóbusz), mely 1870-től a vele szomszédos Abaújlakhoz van hozzácsatolva, mely szintén nem érhető el 3718-as busszal. Az ország szegényebb, de természeti értékeiben gazdag régiójában Gagyvendégit keresztezi, sőt a tőle nyugatra fekvő Gagybátor a legtöbb indításnak részét képezi. A vonal 52. kilométerén ér a térség egyik nagyobbik falvába (mely ezek ellenére is mindössze 450 főt számlál), Krasznokvajdára. A településről több törpefalu is elérhető – Perecse, Büttös és Kány is, ezek mindegyike bejárt az alábbi autóbuszvonallal –, illetve tömegközlekedését illetően többszöri kapcsolat létesített közte és Encs között.

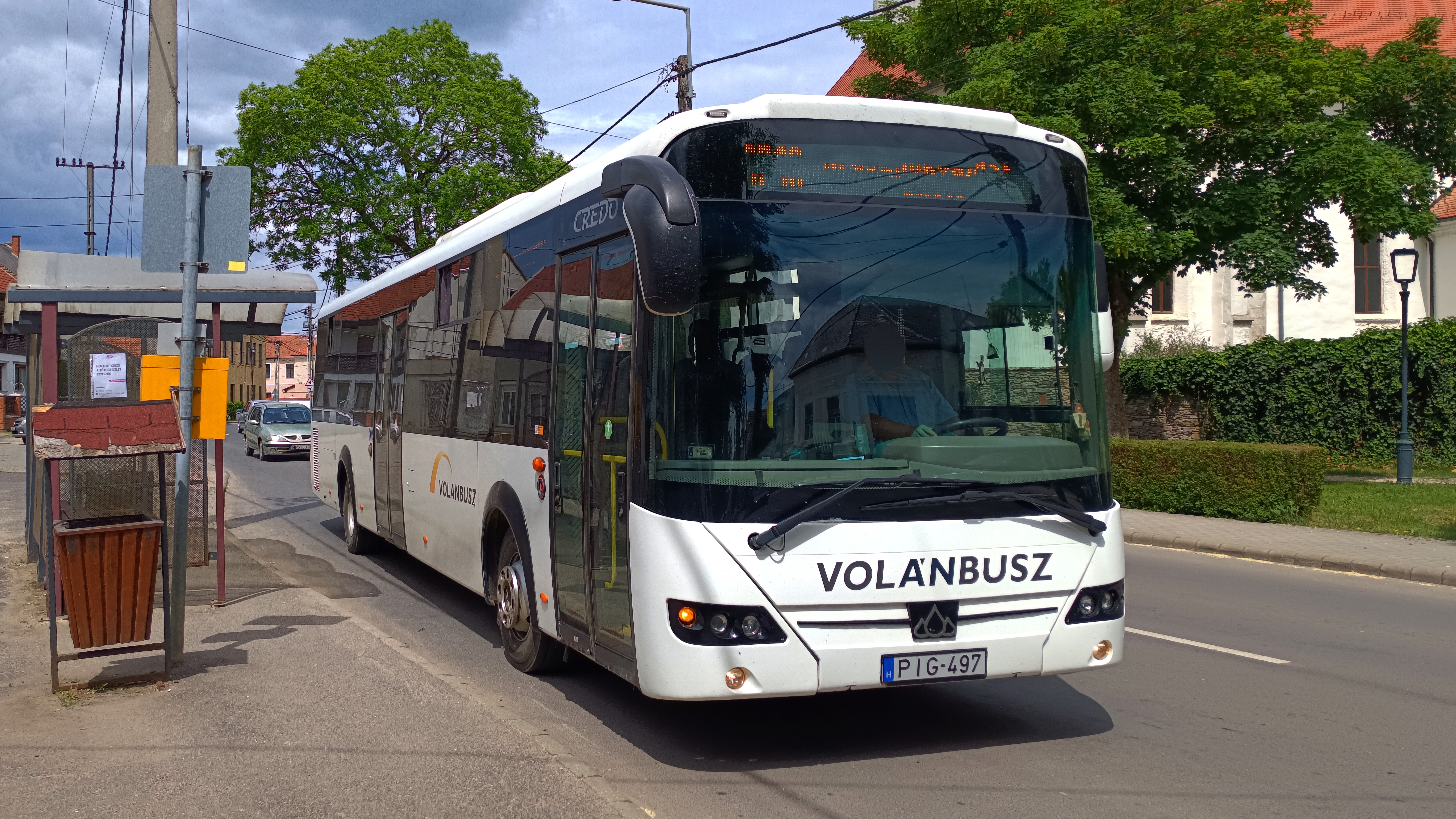
A vonal egyik törzsjárműve épp Szikszón

A községi iskola szintén érintett néhányszor, mielőtt elhagyná Krasznokvajdát. A tőle nemmessze fekvő Szászfán át mégjobban közelít a szlovák határhoz, ahol Y alakban minden alkalommal érintett Keresztéte, majd a vonal végső állomása, az 50 fős Pamlény.

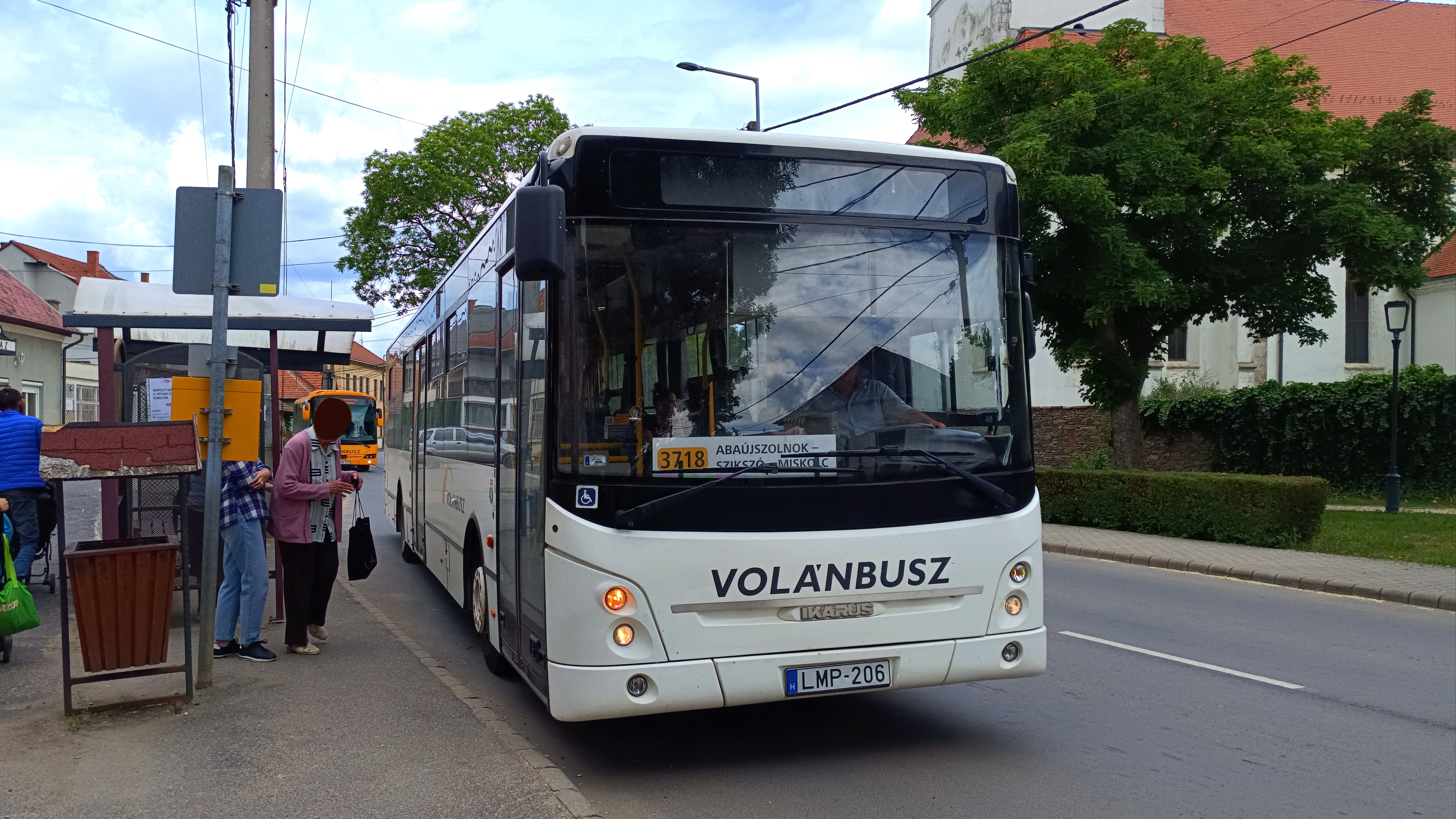
Ismerős arc az ARC a Csereháton

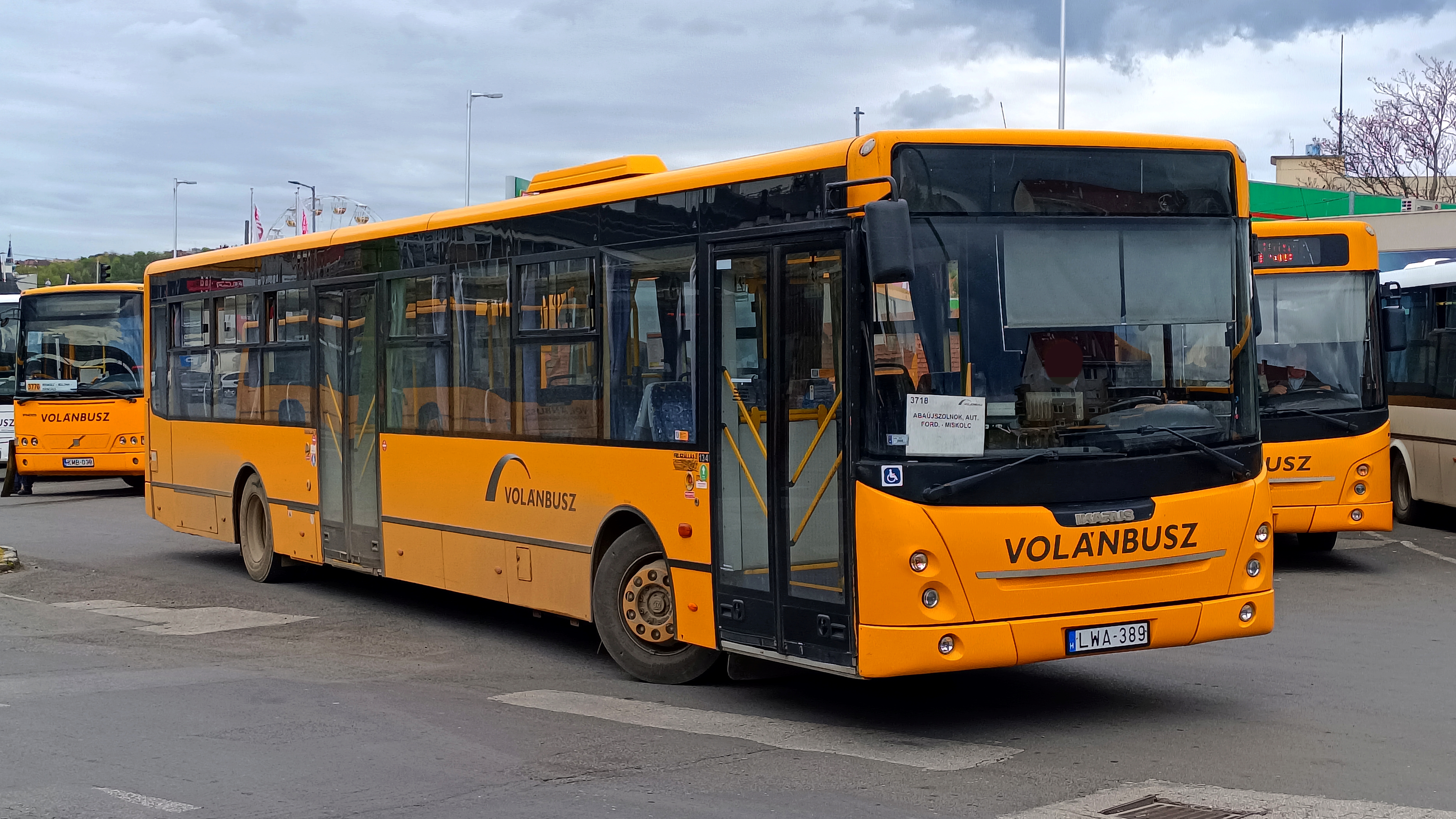
Parkol a Búza téren egy abaújszolnoki járat után

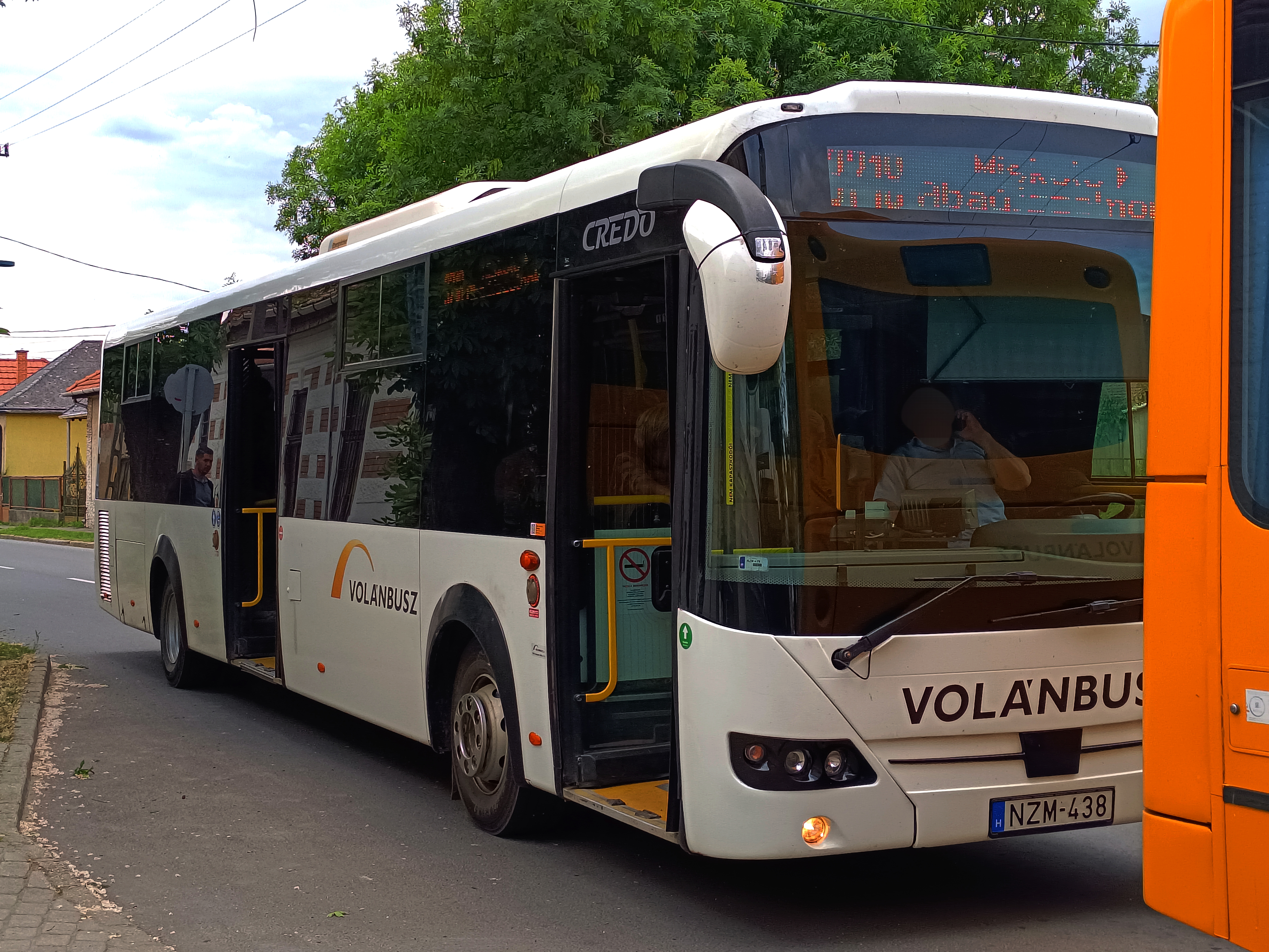
Csúcsidő közepette Szikszó Táncsics utcájánál

## Közlekedése
Indításai minden nap történnek, legtöbbször Abaújszolnokig, több járat csak Szikszótól közlekedik. Indításszáma magas a rengeteg kisebb-hosszabb viszonylat végett, csak szólók lelhetőek fel, azok közül is zömében Credo Econell 12, Ikarus E127 és E134 autóbuszok. Több helyen is jelentős szerepet tölt be a tömegközlekedésüket illetően. 

### Törzsjárművei
- az NZM-438 rendszámú Credo Econell 12,
- a PIG-497 rendszámú Credo Econell 12 autóbuszok.

| Viszonylat                                      | Indításszám     | Közlekedési rend          |
| ----------------------------------------------- | --------------- | ------------------------- |
| Miskolc, aut. áll. ➝ Tomor, aut. vt.            | 1 oda           | tanítási napokon          |
| Miskolc, aut. áll. – Abaújszolnok, aut. ford.   | 4 oda, 6 vissza | tanítási napokon          |
| Miskolc, aut. áll. – Abaújszolnok, aut. ford.   | 3 oda, 5 vissza | tanszünetben munkanapokon |
| Miskolc, aut. áll. – Abaújszolnok, aut. ford.   | 2 oda, 4 vissza | szabadnapokon             |
| Miskolc, aut. áll. – Abaújszolnok, aut. ford.   | 1 oda, 2 vissza | munkaszüneti napokon      |
| Miskolc, aut. áll. ➝ Krasznokvajda, óvoda       | 1 oda           | tanítási napokon          |
| Miskolc, aut. áll. ➝ Krasznokvajda, óvoda       | 2 oda           | tanszünetben munkanapokon |
| Miskolc, aut. áll. ➝ Krasznokvajda, óvoda       | 1 oda           | hétvégén                  |
| Miskolc, aut. áll. – Pamlény, isk.              | 1 pár           | tanítási napokon          |
| Miskolc, aut. áll. – Pamlény, isk.              | 1 vissza        | tanszünetben munkanapokon |
| Miskolc, aut. áll. – Pamlény, isk.              | 1 pár           | szabadnapokon             |
| Szikszó, Táncsics u. – Abaújszolnok, aut. ford. | 3 oda, 2 vissza | munkanapokon              |
| Szikszó, Táncsics u. – Abaújszolnok, aut. ford. | 3 oda, 2 vissza | szabadnapokon             |

## Megállóhelyei
| 0                                                                                     | Miskolc, autóbusz-állomás végállomás                     | 0.0 km  | 1, 1G, 3, 3A, 4, 7, 11, 12G, 20, 20A, 24, 28, 32, 34G, 35, 43, 44, 45, 101B, 900, 914, 935 1050, 1053, 1369, 1370, 1372, 1373, 1374, 1375, 1376, 1377, 1380, 1381, 1383, 1384, 1410, 1411 3700, 3701, 3702, 3703, 3704, 3705, 3706, 3707, 3708, 3709, 3710, 3711, 3712, 3714, 3715, 3716, 3717, 3719, 3720, 3721, 3722, 3723, 3724, 3726, 3727, 3728, 3729, 3730, 3731, 3733, 3734, 3735, 3736, 3737, 3738, 3739, 3740, 3741, 3742, 3743, 3744, 3745, 3746, 3747, 3748, 3749, 3750, 3751, 3752, 3753, 3754, 3755, 3757, 3760, 3761, 3764, 3765, 3766, 3767, 3770, 3772, 3773, 3774, 3775, 3776, 3777, 4019 |
| 1                                                                                     | Miskolc, Baross Gábor utca                               | 1.5 km  | 7, 8 3706, 3710, 3712, 3715, 3716, 3717, 3719, 3720, 3721, 3722, 3723, 3724, 3726, 3727, 3728, 3729, 3730, 3731, 3733, 3734, 3735, 3736, 3737 |
| 2                                                                                     | Miskolc, Szondi György utca                              | 2.0 km  | 1, 1G, 3A, 7, 8, 12G, 14G, 20, 21, 21G, 30, 31, 32, 34G, 35, 35G, 101B, 900, 901, 935, Auchan 1 3706, 3710, 3712, 3715, 3716, 3717, 3719, 3720, 3721, 3722, 3723, 3724, 3726, 3727, 3728, 3729, 3730, 3731, 3733, 3734, 3735, 3736, 3737 |
| 3                                                                                     | Miskolc, Fonoda utca                                     | 2.3 km  | 7 3706, 3710, 3712, 3715, 3716, 3717, 3719, 3720, 3721, 3722, 3723, 3724, 3726, 3727, 3728, 3729, 3730, 3731, 3733, 3734, 3735, 3736, 3737 |
| 4                                                                                     | Miskolc, Metro áruház                                    | 3.3 km  | 7 3706, 3710, 3712, 3715, 3716, 3717, 3719, 3720, 3721, 3722, 3723, 3724, 3726, 3727, 3728, 3729, 3730, 3731, 3733, 3734, 3735, 3736, 3737 |
| 5                                                                                     | Miskolc, Auchan áruház                                   | 3.8 km  | 7, Auchan 1 3706, 3710, 3712, 3715, 3716, 3717, 3719, 3720, 3721, 3722, 3723, 3724, 3726, 3727, 3728, 3729, 3730, 3731, 3733, 3734, 3735, 3736, 3737 |
| 6                                                                                     | Felsőzsolca, ipari park bejárati út                      | 7.5 km  | 3710, 3712, 3715, 3716, 3717, 3719, 3720, 3721, 3722, 3723, 3728 |
| 7                                                                                     | 3-as számú út, 186-os kilométer                          | 8.2 km  | 3710, 3712, 3715, 3716, 3717, 3719, 3720, 3721, 3722, 3723, 3728 |
| 8                                                                                     | Szikszó, Turul                                           | 11.2 km | 3710, 3712, 3715, 3716, 3717, 3719, 3720, 3721, 3722, 3723, 3728 |
| 9                                                                                     | Ongaújfalui elágazás                                     | 12.9 km | 3710, 3712, 3715, 3716, 3717, 3719, 3720, 3721, 3722, 3723, 3728 |
| 10                                                                                    | Szikszó, Hell Energy Kft.                                | 14.1 km | 3710, 3712, 3715, 3716, 3717, 3719, 3720, 3721, 3722, 3723, 3728 |
| 11                                                                                    | Szikszó, Miskolci utca 83.                               | 15.5 km | 3710, 3712, 3715, 3716, 3717, 3719, 3720, 3721, 3722, 3723, 3728 |
| 12                                                                                    | Szikszó, gimnázium                                       | 16.2 km | 3710, 3712, 3715, 3716, 3717, 3719, 3720, 3721, 3722, 3723, 3728 |
| 13                                                                                    | Szikszó, Rákóczi út Penny                                | 16.9 km | 3710, 3712, 3715, 3716, 3717, 3719, 3720, 3721, 3722, 3723, 3728 |
| 14                                                                                    | Szikszó, Táncsics utca vonalközi végállomás              | 17.2 km | 3710, 3712, 3713, 3715, 3716, 3717, 3719, 3720, 3721, 3722, 3723, 3728 |
| 15                                                                                    | Szikszó, malom                                           | 18.1 km | 3710, 3712, 3713, 3717 |
| 16                                                                                    | Szikszó, SZATEV telep                                    | 18.9 km | 3710, 3712, 3713, 3717 |
| 17                                                                                    | Alsóvadász, Fő út 143.                                   | 21.4 km | 3710, 3712, 3713, 3717 |
| 18                                                                                    | Alsóvadász, községháza                                   | 22.1 km | 3710, 3712, 3713, 3717 |
| 19                                                                                    | Alsóvadász, Béke utca                                    | 22.8 km | 3710, 3712, 3713, 3717 |
| 20                                                                                    | Homrogd, újtanya                                         | 25.8 km | 3710, 3712, 3713, 3717 |
| 21                                                                                    | Homrogd, Kossuth utca 34.                                | 26.6 km | 3710, 3712, 3713, 3717 |
| 22                                                                                    | Homrogd, faluház                                         | 27.5 km | 3710, 3712, 3713, 3717 |
| 23                                                                                    | Homrogd, körzeti iskola                                  | 28.1 km | 3710, 3712, 3713, 3717 |
| 24                                                                                    | Homrogd, autóbusz-forduló                                | 28.5 km | 3710, 3712, 3713, 3717 |
| 25                                                                                    | Tomori elágazás                                          | 29.4 km | 3712, 3713, 3717 |
| Tanítási napokon 1 alkalommal érintett.                                               |                                                          |         | |
| ∫                                                                                     | Tomor, Kossuth utca 102.                                 | ∫       | 3711, 3713, 3717, 4094 |
| ∫                                                                                     | Tomor, autóbusz-váróterem vonalközi végállomás           | ∫       | 3711, 3713, 3717, 4094 |
| 26                                                                                    | Monaj, autóbusz-váróterem                                | 30.9 km | 3712, 3713, 3717 |
| 27                                                                                    | Selyeb, Kossuth utca 13.                                 | 34.1 km | 3712, 3717 |
| 28                                                                                    | Selyeb, Görögkatolikus templom                           | 34.4 km | 3712, 3717 |
| 29                                                                                    | Selyeb, művelődési ház                                   | 35.0 km | 3712, 3717 |
| 30                                                                                    | Selyeb, Kossuth utca 129.                                | 35.6 km | 3712, 3717 |
| 31                                                                                    | Nyéstai elágazás                                         | 37.2 km | 3712, 3717 |
| Tanítási napokon 6; tanszünetben munkanapokon 6; szabadnapokon 4 alkalommal érintett. |                                                          |         | |
| ∫                                                                                     | Nyésta, autóbusz-forduló                                 | ∫       | |
| 31                                                                                    | Nyéstai elágazás                                         | 37.2 km | 3712, 3717 |
| 32                                                                                    | Abaújszolnok, Dózsa György utca                          | 39.1 km | 3712, 3717 |
| 33                                                                                    | Abaújszolnok, aut. ford. / aut. vt. vonalközi végállomás | 39.6 km | 3712, 3717 |
| 34                                                                                    | Abaújszolnoki elágazás                                   | 42.6 km | 3712, 3812 |
| 35                                                                                    | Abaújlaki elágazás                                       | 44.0 km | 3712, 3717, 3812 |
| 36                                                                                    | Gagyvendégi, temető                                      | 45.8 km | 3717, 3812 |
| 37                                                                                    | Gagyvendégi, autóbusz-váróterem                          | 46.4 km | 3717, 3812 |
| Naponta 1 alkalommal nem érintett.                                                    |                                                          |         | |
| 38                                                                                    | Gagyvendégi, Báthori utca                                | 46.7 km | 3717, 3719, 3811, 3812 |
| 39                                                                                    | Gagybátor, községháza                                    | 48.9 km | 3717, 3719, 3811, 3812 |
| 40                                                                                    | Gagyvendégi, Báthori utca                                | 51.1 km | 3717, 3719, 3811, 3812 |
| 41                                                                                    | Nyirjestanya, bejárati út                                | 54.0 km | 3717, 3719, 3811, 3812 |
| 42                                                                                    | Gagyvendégi elágazás                                     | 54.7 km | 3717, 3719, 3811, 3812 |
| 43                                                                                    | Krasznokvajda (Krasznok), Rákóczi utca                   | 56.6 km | 3717, 3719, 3811, 3812 |
| 44                                                                                    | Büttösi elágazás                                         | 57.0 km | 3717, 3811, 3812, 3831 |
| Munkaszüneti napokon 1 alkalommal érintett.                                           |                                                          |         | |
| ∫                                                                                     | Perecse, községháza                                      | ∫       | 3812 |
| 44                                                                                    | Büttösi elágazás                                         | 57.0 km | 3717, 3811, 3812, 3831 |
| Munkaszüneti napokon 1 alkalommal érintett.                                           |                                                          |         | |
| ∫                                                                                     | Büttös, autóbusz-váróterem                               | ∫       | 3717, 3811, 3812, 3831 |
| ∫                                                                                     | Kány, templom                                            | ∫       | 3812, 3831 |
| ∫                                                                                     | Kány, bolt                                               | ∫       | 3812, 3831 |
| ∫                                                                                     | Kány, templom                                            | ∫       | 3812, 3831 |
| ∫                                                                                     | Büttös, autóbusz-váróterem                               | ∫       | 3717, 3811, 3812, 3831 |
| 44                                                                                    | Büttösi elágazás                                         | 57.0 km | 3717, 3811, 3812, 3831 |
| 45                                                                                    | Krasznokvajda, Kossuth út 30.                            | 57.7 km | 3717, 3719, 3811, 3812, 3831 |
| 46                                                                                    | Krasznokvajda, óvoda vonalközi végállomás                | 58.3 km | 3717, 3719, 3811, 3812, 3831 |
| Tanítási napokon 1 alkalommal érintett.                                               |                                                          |         | |
| ∫                                                                                     | Krasznokvajda, iskola                                    | ∫       | 3811, 3812, 3831 |
| 47                                                                                    | Szászfa, pamlényi elágazás                               | 60.4 km | 3717, 3719, 3811, 3812, 3831 |
| 48                                                                                    | Keresztétei elágazás                                     | 61.3 km | 3811, 3812, 3831 |
| 49                                                                                    | Keresztéte, kápolna                                      | 64.3 km | 3811, 3831 |
| 50                                                                                    | Keresztétei elágazás                                     | 67.3 km | 3811, 3812, 3831 |
| 51                                                                                    | Pamlény, iskola vonalközi végállomás                     | 69.8 km | 3811, 3831 |